# Tetsuya Tanaka
Tetsuya Tanaka (født 27. juli 1971) er en tidligere japansk fodboldspiller.
Han har spillet for flere forskellige klubber i sin karriere, herunder Sanfrecce Hiroshima.